# Electronic
Electronic fue una superbanda formada por el líder, vocalista y guitarrista de New Order y Joy Division respectivamente, Bernard Sumner y el exguitarrista de The Smiths, Johnny Marr quienes contaron además con colaboraciones de Neil Tennant y Chris Lowe de Pet Shop Boys y Karl Bartos de Kraftwerk.

## Historia
El grupo se formó después que Sumner y Marr se encontraran de forma casual en una discoteca y decidieran que tenían que colaborar juntos. Su primera composición fue "Getting Away With It", con Neil Tenannt de Pet Shop Boys haciendo los coros, que sería la más famosa de su carrera.
Electronic fue el proyecto con más éxito comercial de todos los grupos surgidos de New Order. "Getting Away With It" alcanzó el número 12 en el Reino Unido y el top 40 en los Estados Unidos y Australia en 1990. Su disco de debut, Electronic, alcanzó el número 2 en el Reino Unido y se vendieron más de un millón de copias del mismo en todo el Mundo. El mayor éxito del grupo en el Reino Unido fue "Disappointed" (parte de la banda sonora de la película Cool World), que alcanzó el número 6 y está cantado íntegramente por Tennant. A pesar de esto, Electronic nunca fue capaz de alcanzar la popularidad de New Order, The Smiths o Pet Shop Boys y su segundo álbum, Raise The Pressure, solo vendió unas 100.000 copias tras su publicación.
Después de que New Order se volvieran a reunir para el Festival de Reading de 1998, Sumner volvió a Electronic para grabar su tercer disco, Twisted Tenderness. El disco no devolvió al grupo a los niveles de popularidad que alcanzó durante los 90, pero fue bien recibido por los críticos. Más tarde New Order volvieron los estudios para grabar su álbum de regreso Get Ready, lo que supuso el fin de Electronic en la práctica. La existencia del grupo sigue siendo un interrogante. No hay planes para volver a reunirse, aunque el 18 de septiembre de 2006 se publicó el disco de grandes éxitos Get the Message - The Best of Electronic.

## Miembros
- Bernard Sumner - voz, guitarra, teclados (1988-2001)
- Johnny Marr - guitarras, bajo, voz, teclados (1988-2001)

Colaboradores
- Neil Tennant - voz, teclados, guitarra (1989-1994)
- Chris Lowe - teclados (1989-1994)
- Karl Bartos - percusión, sintetizadores, voz (1995)
- Jimi Goodwin - bajo, voz, guitarra, teclados (1999)
- Ged Lynch - batería, percusión (1996-1999)
- Kester Martinez - batería (1990+)

## Discografía

### Álbumes de estudio
| Álbum              | Fecha de publicación                                          | Posiciones en listas | Posiciones en listas                                | Posiciones en listas | Posiciones en listas | Certificaciones |
| Álbum              | Fecha de publicación                                          | R.U.                 | AUS. Australian (ARIA Chart) peaks: - Top 50 peaks: | CA                   | EE. UU.              | Certificaciones |
| ------------------ | ------------------------------------------------------------- | -------------------- | --------------------------------------------------- | -------------------- | -------------------- | --------------- |
| Electronic         | - Lanzamiento: 27 de mayo de 1991 - Disquera: Factory Records | 2                    | 42                                                  | 66                   | 109                  | - BPI: Oro      |
| Raise the Pressure | - Lanzamiento: 8 de julio de 1996 - Disquera: Parlophone      | 8                    | 94                                                  | 31                   | 143                  | - BPI: Plata    |
| Twisted Tenderness | - Lanzamiento: 26 de abril de 1999 - Disquera: Parlophone     | 9                    | 78                                                  | -                    | -                    |                 |

### Álbumes recopilatorios
| Título                                   | Lanzamiento                                             | Posiciones en listas |
| Título                                   | Lanzamiento                                             | R.U                  |
| ---------------------------------------- | ------------------------------------------------------- | -------------------- |
| Get the Message – The Best of Electronic | - Lanzamiento: 18 de septiembre de 2006 - Disquera: EMI | 194                  |

### Sencillos
| 1989                                                              | "Getting Away with It" | 12 | 38 | 7  | 4  | 40 | Electronic                |
| 1991                                                              | "Get the Message"      | 8  | -  | 8  | 1  | -  | Electronic                |
| 1991                                                              | "Feel Every Beat"      | 39 | -  | 28 | 27 | -  | Electronic                |
| 1992                                                              | "Disappointed"         | 6  | -  | 10 | 9  | -  | Songs from the Cool World |
| 1996                                                              | "Forbidden City"       | 14 | -  | -  | -  | -  | Raise the Pressure        |
| 1996                                                              | "For You"              | 16 | -  | -  | -  | -  | Raise the Pressure        |
| 1997                                                              | "Second Nature"        | 35 | -  | -  | -  | -  | Raise the Pressure        |
| 1999                                                              | "Vivid"                | 17 | -  | -  | -  | -  | Twisted Tenderness        |
| 1999                                                              | "Late at Night"        | -  | -  | -  | -  | -  | Twisted Tenderness        |
| "—" denota lanzamientos que no se registraron o no se publicaron. |                        |    |    |    |    |    |                           |

### Sencillos promocionales
| Año                                                               | Título                  | Álbum              | Posiciones en listas |
| Año                                                               | Título                  | Álbum              | US Modern Rock       |
| ----------------------------------------------------------------- | ----------------------- | ------------------ | -------------------- |
| 1991                                                              | "Tighten Up"            | Electronic         | 6                    |
| 1997                                                              | "Until the End of Time" | Raise the Pressure | –                    |
| 1999                                                              | "Prodigal Son"          | Twisted Tenderness | –                    |
| 1999                                                              | "Make It Happen "       | Twisted Tenderness | –                    |
| "—" denota lanzamientos que no se registraron o no se publicaron. |                         |                    |                      |